# Kiszombor
Kiszombor es un pueblo mayor húngaro perteneciente al distrito de Makó en el condado de Csongrád, con una población en 2012 de 3772 habitantes.
Se conoce la existencia de la localidad en documentos desde el siglo XIII y originalmente era una finca de la familia noble Csanád. El rey Segismundo de Luxemburgo le otorgó derechos de mercado. A finales del siglo XVI fue destruido el asentamiento original por los turcos, siendo reconstruido el pueblo como un puesto de vigilancia de la Határőrvidék. Originalmente conocido como Zombor, adoptó su topónimo actual en 1857, para diferenciarse de otros pueblos con el mismo nombre. La localidad es conocida por albergar varios monumentos históricos, de los cuales el más antiguo es una iglesia redonda del siglo XII.
Se ubica en la periferia meridional de la capital distrital Makó, separado de la ciudad por el río Maros. En Kiszombor se cruzan las salidas de la ciudad de las carreteras 43 que lleva a Szeged y 431 que lleva a Sânnicolau Mare.